# Metachroma carolinense
Metachroma carolinense är en skalbaggsart som beskrevs av Blake 1970. Metachroma carolinense ingår i släktet Metachroma och familjen bladbaggar. Inga underarter finns listade i Catalogue of Life.